# اخدام

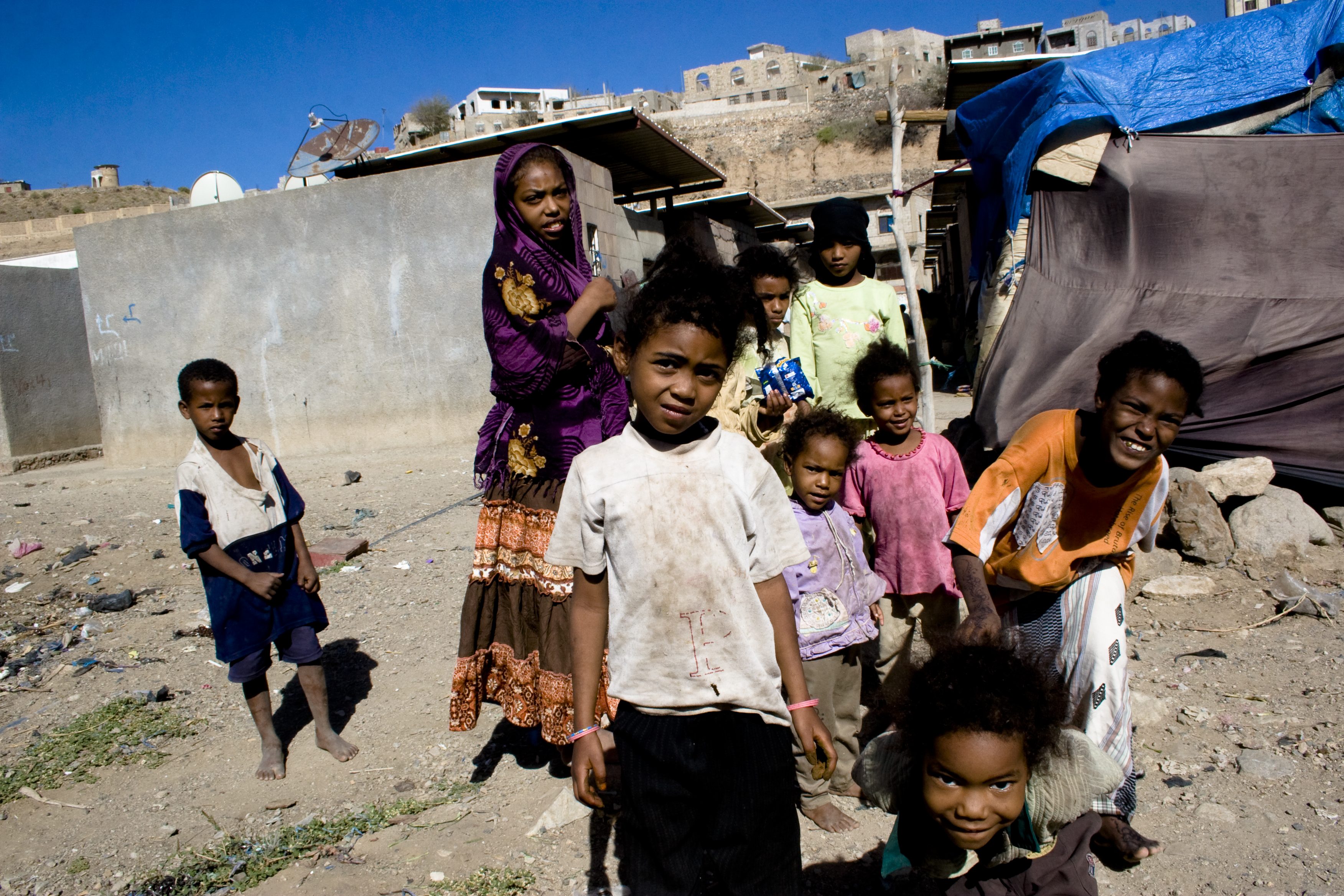
کودکان اخدام در شهر تعز

اخدام (به عربی: الأخدام، المهمشین، الیمنیون الأفارقة، من لا أصل لهم والأَفْرُویَمَنِیون) گروهی از مردم یمن هستند که در این کشور یک طبقه فرودست به‌شمار رفته و در مقایسه با دیگر گروه‌های قومی این کشور از حقوق کمتری برخوردارند. با توجه به اوضاع نامساعد این گروه به حاشیه‌رانده‌شده در یمن سازمان‌های مدافع حقوق بشر متعددی برای بهبود اوضاع آنها و ادغام‌شان در جامعه یمن تلاش می‌کنند. جمعیت اخدام حدود۵۰۰ هزار تا یک میلیون نفر تخمین زده می‌شود برخی منابع نیز جمعیت آنها را تا ۳٫۵ میلیون نفر ذکر کرده‌اند. بیشتر آنها زاغه‌نشین بوده و در حاشیه شهرهای صنعا، تعز، الحدیده، لحج، مکلا و ابین زندگی می‌کنند.